# Ulak Ketapang
Ulak Ketapang is een bestuurslaag in het regentschap Ogan Komering Ilir van de provincie Zuid-Sumatra, Indonesië. Ulak Ketapang telt 508 inwoners (volkstelling 2010).